# Andinia hirtzii
Andinia hirtzii är en orkidéart som beskrevs av Carlyle August Luer. Andinia hirtzii ingår i släktet Andinia och familjen orkidéer. Inga underarter finns listade i Catalogue of Life.